# حي الطميسي (أبين)
حي الطميسي هو أحد أحياء مدينة أحور في محافظة أبين اليمنية. بلغ تعداد سكانه 8292 نسمة حسب التعداد السكاني في اليمن لعام 2004.